# Widdin Brook
Widdin Brook är ett vattendrag i Australien. Det ligger i delstaten New South Wales, i den sydöstra delen av landet, omkring 170 kilometer nordväst om delstatshuvudstaden Sydney.
I omgivningarna runt Widdin Brook växer i huvudsak städsegrön lövskog. Runt Widdin Brook är det mycket glesbefolkat, med 5 invånare per kvadratkilometer. Genomsnittlig årsnederbörd är 902 millimeter. Den regnigaste månaden är februari, med i genomsnitt 182 mm nederbörd, och den torraste är oktober, med 21 mm nederbörd.